# Acción del 9 de agosto de 1780
La captura del doble convoy inglés de 1780, acción del 9 de agosto de 1780 o batalla del cabo de Santa María (1780) se produjo en el marco de la Guerra de Independencia de los Estados Unidos, y más concretamente, en la Guerra anglo-española (1779-1783) cuando partiendo de la información proporcionada por los servicios de inteligencia españoles, una flota combinada hispano-francesa al mando del Almirante de la Armada Española, don Luis de Córdova, consiguió apresar —sin apenas resistencia y cuando aún no se habían separado— a dos convoyes ingleses, uno con destino a la India y otro con destino a América, que cargados de tropas, pertrechos y armas se dirigían a prestar apoyo a las guerras coloniales británicas en ultramar.

## Antecedentes
En 1780, el Reino Unido de Gran Bretaña se enfrentaba a uno de los momentos más críticos de su historia, al sostener una guerra que acabaría perdiendo frente a los colonos rebeldes de Norteamérica, episodio conocido como la Guerra de Independencia de los Estados Unidos. La situación se agravó cuando España y Francia se aliaron en su contra y decidieron apoyar militar y políticamente el alzamiento de las colonias americanas. Además, los británicos sostenían al mismo tiempo una dura guerra colonial en la India, subcontinente que acabarían anexionando a su imperio a lo largo del siglo XIX.
A pesar de que la Marina Real británica empezaba a emerger como la primera marina de guerra del mundo, las armadas española y francesa aún estaban en condiciones de hacer frente a la británica operando en flotas combinadas. Precisamente, en el verano de 1779, una operación de este tipo bajo mando del almirante francés Louis Guillouet, conde de Orvilliers, y del español Luis de Córdova, sembró el pánico en las costas británicas tras poner en fuga a la escuadra del canal de la Mancha y apresar el navío HMS Ardent, dejando el terreno libre para la invasión hispano-francesa de Gran Bretaña. La población abandonó precipitadamente las localidades costeras y el comercio naval inglés y la Bolsa de Londres cesaron su actividad, en un ambiente de terror que no se había vivido desde los tiempos de la guerra anglo-española del siglo XVI, acentuándose la situación de desamparo de los británicos por el hecho de que las mejores unidades del ejército británico se encontraban combatiendo en ultramar. Finalmente, y a pesar de la insistencia del almirante español para lanzar de inmediato la invasión, Guillouet, comandante supremo de la escuadra combinada, no se decidió a ordenar el desembarco. Tras una espera de varios días, estalló una epidemia en los buques franceses que no tardó en extenderse a los españoles, por lo que la flota franco-española tuvo que retirarse a Brest perdiéndose la oportunidad de asestar un golpe definitivo a los británicos. En cualquier caso, este episodio condicionaría las actuaciones posteriores de la marina británica, puesto que a partir de entonces la prioridad del Primer Lord del Almirantazgo fue la protección de las costas británicas.
Así, en el verano de 1780 partió de la localidad de Portsmouth un convoy compuesto por 63 mercantes armados, escoltado por la flota del canal de la Mancha, que debería dividirse en dos en algún punto del Atlántico. Una parte se dirigiría a la India para apoyar la guerra colonial contra las naciones hindúes maratas, el rebelde Hider Ali Kan y la escuadra francesa de las Indias Orientales; y la otra a las Antillas inglesas para avituallar a la escuadra de Rodney y a las tropas británicas que combatían en Norteamérica a los rebeldes de las Trece Colonias. Las órdenes del almirantazgo fueron que la escolta abandonara al convoy a la altura de Galicia para regresar inmediatamente al canal de la Mancha. Los mercantes debían navegar alejados de las costas ibéricas y de las rutas comerciales habituales para evitar encuentros fortuitos con navíos españoles o franceses, y contarían tan solo con el apoyo de un navío de línea y dos fragatas. 

### Inteligencia sobre el convoy
Los agentes de inteligencia españoles destacados en Londres consiguieron averiguar la fecha de salida del convoy y la posible ruta que iba a seguir antes de dividirse, enviando inmediatamente un informe muy detallado al secretado de Estado conde de Floridablanca. El convoy partiría el 29 de julio de Portsmouth rumbo al Sur escoltado por la escuadra del Canal de la Mancha, los navíos Inflexible (64 cañones), Buffalo (60) y la fragata Alarm (32) hasta las islas Sorlingas o Scilly, donde tomaría el relevo la escuadra de Geary que lo acompañaría hasta la altura de Galicia desde donde la escuadra volvería a Inglaterra y solo quedarían como escolta el navío de línea de 74 cañones Ramillies al mando del comandante de la flota John Moutray, y las fragatas de 36 cañones Thetis al mando del comandante Linzee y Southampton al mando del comandante Garnier.
Una vez dejado el paralelo de Galicia el convoy inglés y su exigua escolta seguirán rumbo Sur recalando en Madeira hasta las Canarias donde una parte viraría al Oeste y el resto seguirá rumbo al cabo de Buena Esperanza camino de la India procurando en todo momento mantenerse lo más alejado posible de las costas españolas ya que su principal objetivo era evitar encuentros con la flota aliada.
De forma casi simultánea a este aviso, y confirmándolo, recibió Floridablanca a través del Capitán General de Cuba información de que una fuerte escuadra de buques británicos mercantes y de guerra iba a zarpar de Inglaterra con tropas de refuerzo, material de guerra, alimentos y municiones para Rodney y las fuerzas que combatían en las Trece Colonias rebeldes. Esta información había sido recogida por la red de agentes secretos creada por Juan de Miralles y que tenía su sede en Filadelfia, 
Floridablanca, además de la Secretaría de Estado, por esta época se ocupaba interinamente de la Secretaría de Marina debido a la enfermedad de su titular, el marqués de Castejón. Por ello fue el propio Floridablanca el que ideó y defendió, en el mismo cuarto del rey, un plan para interceptar la flota británica a la altura de las Azores. Según escribió después el conde, «Se tuvo esta gloriosa y utilísima acción por una especie de milagro, (concurriendo) las combinaciones de recibir yo las noticias, mi diligencia en aprovecharlas, y la proporción que me daba el despacho interino de Marina». Tras alguna vacilación, el rey Carlos concedió la autorización para aprovechar sobre la marcha las favorables circunstancias.

## Configuración de las flotas
En aquellos momentos, Luis de Córdova, que había sido nombrado director general de la Armada Española en febrero de ese año, se encontraba vigilando el estrecho de Gibraltar al mando de una flota de veintisiete navíos de línea y varias fragatas, a la que se había sumado una escuadra francesa de nueve navíos y una fragata mandados por Antoine de Beausset.
Con esta escuadra cruzaba habitualmente entre los cabos y costas de Portugal, internándose en el mar todo lo necesario para proteger la arribada de los convoyes provenientes de América y abrir paso a los buques españoles, que provenientes del Ferrol o Santander, se dirigían a Cádiz.
Córdova ejercía el mando supremo de la flota combinada a pesar de las quejas de los franceses, que dudaban de su capacidad por haber cumplido el almirante español los 73 años. Por su parte, Floridablanca no dudaba en absoluto de la valía del viejo militar y ya en una carta fechada en noviembre de 1779 y dirigida al conde de Aranda afirmaba que «el viejo ha resultado más alentado y sufrido que los señoritos de Brest».».
En ese empeño colaboraba con Córdova, desde el 15 de abril, José de Mazarredo como segundo en el mando, ejerciendo como mayor general de la Armada del Océano, lo que hoy sería el jefe de su Estado Mayor.
Mazarredo comenzó a adiestrar a fondo las dotaciones, «de Capitán a paje, y el manejo del material de quilla a perilla», y organizó constantes comisiones de pequeñas agrupaciones de navíos y sutiles para patrullar las derrotas del golfo de Cádiz y el Estrecho, comisiones que, ocasionalmente, incluían bombardeos sobre el Peñón.
Por allí solía cruzar Córdova, al mando de la escuadra hispano saliendo a patrullar el Estrecho desde el 9 de julio para interceptar una escuadra avistada que se creía era británica al mando del almirante Geary. 
La escuadra compuesta por 22 navíos españoles, 9 franceses además de seis fragatas, una corbeta y tres balandras dispuestas de la siguiente manera:
Segunda escuadra
1.ª División
Atlante, Bourgogne* Jefe de Escuadra, San Joaquín, San Pascual y la fragata Santa Lucía
2.ª División
Purísima Concepción Comandante General, Rayo, San Rafael, San Justo, Scipion* (74) y la fragata Santa Rufina
Primera escuadra
3.ª División
Marseillais*, San Carlos, Galicia, Ángel de la Guardia, y fragata Santa Bárbara
4.ª División
Santísima Trinidad Comandante general, Hero*, San Fernando, Oriente, San Eugenio y la fragata Santa Perpetua
Tercera escuadra
5.ª División
San Vicente, Protecteur* Jefe de Escuadra, Serio, Brillante, Cesar* y la corbeta Santa Catalina
6.ª División
Santa Isabel Comandante general, Firme, Terrible, Zodiaque*, la fragata Carmen y las balandras Activa, Golondrina y Bizarra
Escuadra ligera y cuerpo de reserva al mando del jefe de escuadra Bausset
Glorieux* jefe de escuadra, Septentrión, Miño, Zélé* y la fragata la Néréide*
Con ellas regresó Córdova a Cádiz el 18 de julio, cuando se descubrió que la escuadra que buscaban eran buques de guerra marroquíes que escoltaban un convoy. Patrullando el estrecho, dejó Córdova a seis navíos, tres fragatas y una corbeta al mando de Miguel Gastón.
Entre su salida y arribada al puerto de Cádiz, habían llegado al mismo los navíos franceses Terrible de 110 cañones, Atrevido de 64, Leon de 64, Sagitario de 56 junto a la fragata Aurora provenientes todos ellos de Tolón y el navío francés Actif de 74 cañones proveniente de Brest.
Vueltos a puerto, se dispuso que saliendo de Cádiz el 31 de julio patrullara por aquellas aguas entre los cabos de Santa María (36°57′36″N 7°53′18″O) y San Vicente (37°01′30″N 8°59′40″O) disponiendo la flota de la siguiente forma.
En total, 18 navíos españoles —Santísima Trinidad, Purísima Concepción, Rayo, San Carlos, Santa Isabel, San Miguel, San Eugenio, San Justo, Galicia, Ángel de la Guarda, San Vicente Ferrer, Brillante, Firme, San Joaquín, Atlante, San Dámaso, Septentrión y Miño— junto a 14 franceses —Glorieux, Bourgogne, Zodiaque, Scipion, Zelé, Marseillais, Cesar, Hero, Protecteur, Terrible, Actif, Hardy, Leon y Sagittaire—, acompañados por tres fragatas españolas —Asunción, Santa Perpetua, Santa Bárbara— y una francesa —la Nereide—, más una corbeta española —Santa Catalina—, una balandra —Golondrina— y una balandra ligera —Patache—, repartidos en tres escuadras y una escuadra ligera con funciones de cuerpo de reserva de nuevo al mando de Antonie Hilarion de Beausset.
Por el lado inglés, el almirante Geary, del Western Squadron, había establecido su crucero en el golfo de Vizcaya. Las noticias que se habían publicado en las gacetas eran que el almirante inglés destacaría fragatas en busca de la escuadra aliada, para venir a batirla en cuanto supiese de su salida. Las fuerzas que Inglaterra tenía entonces en Europa eran de 34 navíos y aunque se aseguraba que Geary había hecho su salida con solo 22, se suponía que se había ido reforzando y que nunca se decidiría a bajar hacia latitudes cercanas a la costa española sin contar al menos con unos 30.

## Localización del convoy británico y «caza general»
Tenía Córdova órdenes de no rebasar el Cabo de San Vicente, y por sus inmediaciones estaba al comenzar el mes de agosto con sus 32 navíos de línea, cuando recibió despachos del conde de Floridablanca avisándole de la salida de Inglaterra de dos convoyes con destino hacia las Indias Orientales y Occidentales que, escoltados por un navío y dos fragatas hasta las islas Azores, se separarían sobre ese punto y tomarían a partir de entonces cada uno su respectivo rumbo. En el aviso se le prevenía que los buscara con empeño y diligencia, lo cual hizo en seguida, adentrándose en el Atlántico.
El 29 de julio de 1780, el capitán John Moutray había zarpado de Plymouth al mando del navío Ramillies (74) y las fragatas Southampton, Thetis de 36 cañones que escoltaban las provisiones, vituallas y pertrechos militares transportados en más de 70 East Indiamen (bajeles mercantes ingleses de la carrera de Indias). La flota inglesa del Canal protegió el convoy hasta unas 112 millas de las islas Sorlingas y se volvió a Inglaterra el 3 de agosto cuando el convoy alcanzó la altura de las costas gallegas. Una vez separados de la Home Fleet, el resto siguió la derrota paralela a la costa atlántica lusa y el día 6 al anochecer tenían Lisboa a la vista por babor, momento en el que Moutray envió dos balandras para reponer agua y fruta en las despensas de los navíos.
Cuando apenas habían vuelto al grupo el 8 de agosto y a latitud 36°40′N y 15°W de longitud, desde la cofa mayor del Ramillies, donde Moutray arbolaba su estandarte, un grito advirtió de la presencia de varias velas no identificadas al sursudoeste. Tras atisbar en esa dirección, vieron que se trataba de dos fragatas españolas y dos francesas en facha inmóviles en el medio del océano, a unas 4 millas de distancia. Moutray ordenó al convoy cambiar el rumbo, aumentar vela y seguirle buscando el viento. Por no ver las señales o por simple desobediencia el convoy de mercantes siguió su rumbo sin atender la orden de Moutray acercándose a la costa en dirección a la punta más meridional portuguesa, el cabo de San Vicente, camino de la isla de Madeira.
Mientras tanto el día 8 de agosto la escuadra combinada hispano francesa navegaba con vientos del Norte de vuelta del Oeste hasta acercarse a un grado del meridiano de las islas de Madeira. La calima de este tórrido día estival había impedido al vigía la visión de toda la fuerza enemiga. En este punto Mazarredo propuso no pasar más al Oeste, porque ya no habría encuentro de buque enemigo alguno que navegase para América o la India, siendo necesario para esto navegar entre 1 y 3 grados al este de la isla de Madeira.
El general Córdova aprobó la propuesta, ordenó virar y navegar vuelta del Este. Se llevaban siempre cazadores en largas descubiertas, estaba la escuadra ligera a barlovento y se divisaba un amplio horizonte. Al anochecer parece que el navío Miño de la escuadra ligera hizo la señal de «tres velas a barlovento», pero no se volvieron a repetir dichas señales ni el navío se acercó a dar cuenta de semejante novedad seguramente por la escasa entidad del avistamiento.

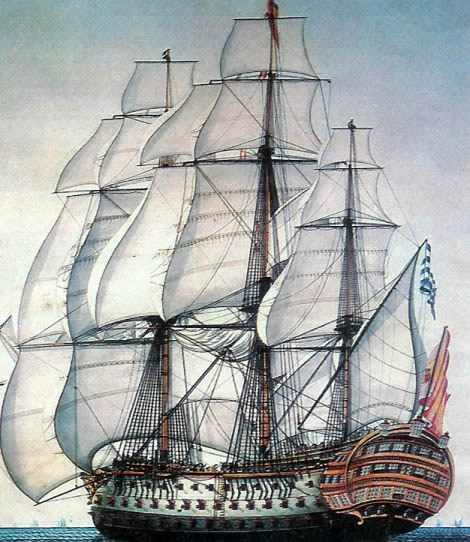
El navío Santísima Trinidad, buque insignia de la escuadra española responsable del apresamiento de 52 buques británicos el 9 de agosto de 1780.

A la una de la madrugada del 9 de agosto de 1780, navegando la escuadra en formación de tres columnas, una de las fragatas en descubierta avistó en el horizonte gran número de velas al norte de las Madeira en la latitud de 35°50′ y longitud de 12°52′, y dio aviso de su descubrimiento al cuerpo principal de la flota descargando una serie de cañonazos. Sin embargo, la distancia con el resto de la escuadra era enorme y desde el castillo de popa del Santísima Trinidad, aunque a barlovento divisaron la señal no pudieron concretar el número de disparos, su significado y con ello ni la cantidad ni entidad del avistamiento. No obstante, Córdova, seguro de que el oficial al mando repetiría el aviso en cumplimiento de lo que manda el reglamento, esperó con sus oficiales la nueva tanda de cañonazos.
Pasados unos minutos, a la una y cuarto, la fragata repitió la señal y ahora con toda la oficialidad a la expectativa sí pudieron contarse los disparos y se pudo percibir que significaba «vista de embarcaciones que no pertenecían a la escuadra». E Mayor, José de Mazarredo, procedió a cronometrar el tiempo que transcurrió desde el primer fogonazo a escucharse la primera señal sonora.
No podía dudarse de que era algún objeto de consideración, pues por una, dos ni tres velas, la fragata o navío que hizo la señal no alborotaría la escuadra de esa manera. Se oían al mismo tiempo cañonazos en número y orden que no formaban señal de las españolas. Sin embargo, la información proporcionada por la fragata llenaba de dudas a algunos sobre si en realidad habrían encontrado a la escuadra inglesa del Canal o al convoy más fuertemente escoltado de lo que se esperaba.
La opinión generalizada era que podría ser el almirante Geary y que no convenía entrar en empeño a oscuras, sin conocimiento de sus fuerzas y con la notable desventaja en el andar de los buques españoles al no estar los cascos de los navíos españoles forrados con cobre como los ingleses.
Mazarredo manifestó al General su opinión de que el almirante Geary no podía bajar a estas latitudes salvo que tuviera la intención de buscar la escuadra franco-española, que en este caso no podía suponerla en aquel paraje, a 100 leguas del cabo de San Vicente, que en consecuencia de ningún modo creía allí al almirante inglés y que aunque lo fuera, si los enemigos eran superiores, era ya inevitable el combate.
Por el contrario creía que siendo velas enemigas, pocas o muchas, se dirigían a la isla de Madeira; que según el lapso de 63 segundos entre los fogonazos y el ruido de los cañonazos, los buques debían estar a unas 4 leguas (1 legua = 2,7 millas = 5,5 km) y que si los franco-españoles seguían de la misma bordada del Este, amanecerían lejos por popa de los británicos, siendo imposible darles alcance, mientras que virando y tomando el bordo de poniente, con el poco viento del NNE que hacía, con que anduviesen un par de leguas hasta el día y dos o tres que el convoy hiciese en su derrota amanecerían precisamente a la vista, por lo cual era necesario virar sin pérdida de tiempo. El general accedió a lo propuesto y se efectuó la virada inmediata de la escuadra para que el encuentro con el convoy tuviera lugar al amanecer.
Córdova les preparo una trampa a los ingleses. Ordenó poner un farol encendido en lo alto del trinquete del palo de proa del Santísima Trinidad. La añagaza dio resultado y los barcos británicos, creyendo que se trataba de una señal de su propio comandante, pasaron toda la noche navegando directos hacia la boca del lobo. En efecto a las 4 y cuarto de la madrugada, con las primeras luces del alba, se empezó a contar una, y seguidamente muchas embarcaciones, todas unidas y con dirección a la escuadra franco-española.
Amanecido el día 9, a la vista del convoy y al darse cuenta los ingleses de que los barcos de enfrente eran españoles, viraron de inmediato y comenzó una desbandada. Los españoles y sus aliados franceses se dedicaron a dar «caza general» y marinar las presas que se iban haciendo entre escoltas y mercantes.
Córdova alineó 13 buques en la vanguardia, con el Trinidad ocupando el sexto lugar, y voló la señal de persecución inmediata, mientras que 10 navíos, de los cuales media docena portaban la bandera francesa bajo el almirante Bausset, iniciaron la caza del convoy inglés cuya captura se prolongó hasta bien entrada la noche. En la desordenada persecución los buques españoles y franceses iban seleccionando y capturando presas según su propio criterio.
Una vez alcanzados, los mercantes se iban entregando sin presentar apenas oposición ya que, si bien todos ellos iban armados, poco podían hacer frente a los poderosos navíos de línea, de modo que a las 5 de la mañana con 16 navíos de la escuadra habían logrado encerrar hasta 36 embarcaciones, que fueron rendidas y marinadas. Aunque sobrevino una llovizna que dejaba muy corto horizonte para ver las embarcaciones que huían, los hispano-franceses continuaron la caza contra ellas.

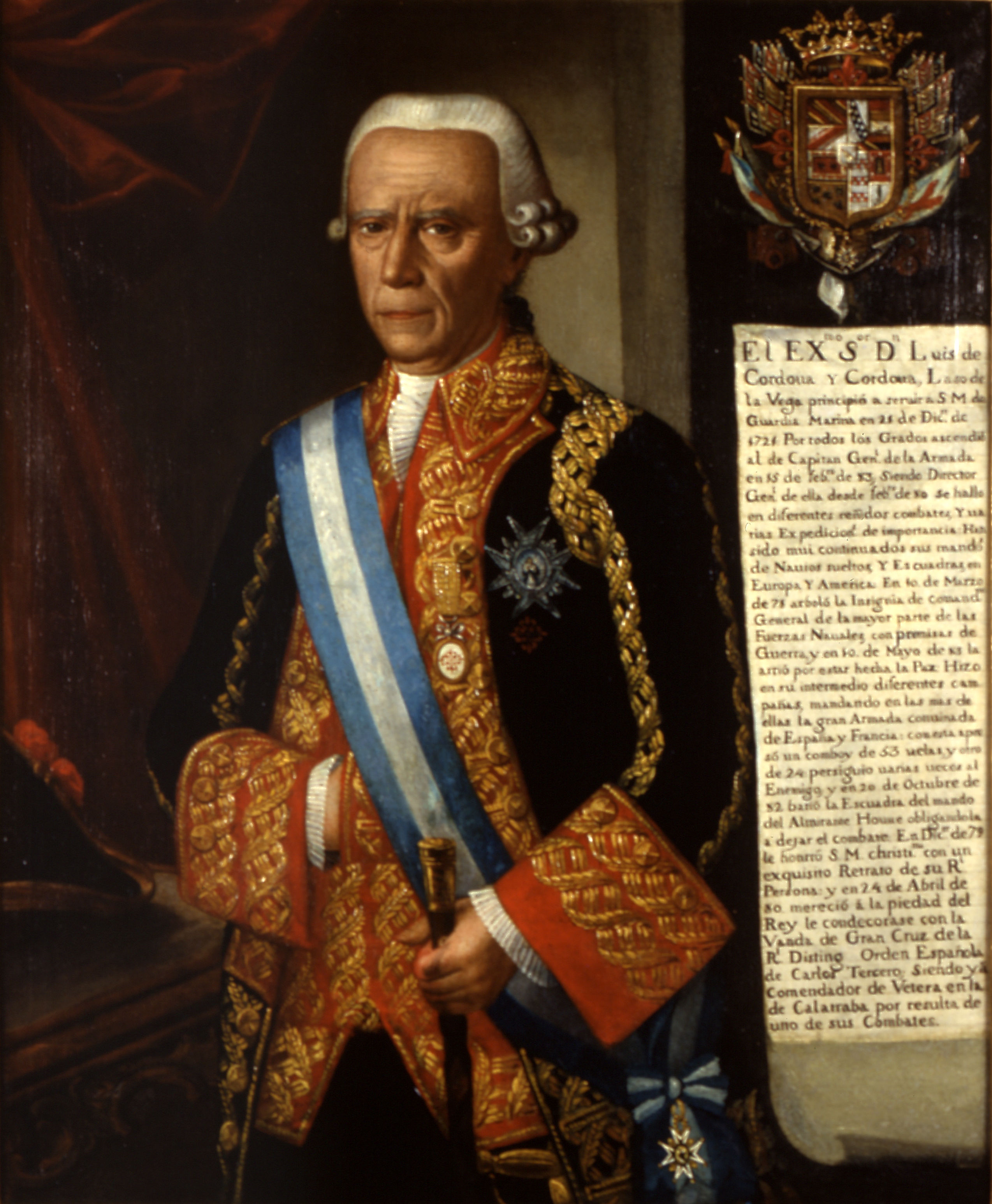
Luis de Córdova y Córdova, director general de la Armada Española y mando supremo de la escuadra combinada.

Más de 50 mercantes británicos que transportaban efectos por valor de dos millones de libras fueron reducidos. Desplegadas en arco oblicuo desde la costa, ocho fragatas empezaron a martillar el aparejo de los Indiamen, que acabaron dispersos e ingobernables. Tan pronto como el capitán John Moutray —que a bordo del Ramillies y junto a las fragatas Tethis y Southamptom navegaba a retaguardia y barlovento del convoy— se dio cuenta del número de navíos enemigos y escucho los cañones del Santísima Trinidad, inició una veloz huida ciñendo inmediatamente el viento para alejarse de la escuadra franco-española.
Todos los bajeles ingleses intentaron lo propio. Bausset al mando de la escuadra ligera junto a otros navíos ente los que se contaba el Purísima Concepción del almirante español Miguel Gastón, que estaba a vanguardia de la escuadra combinada hispano-francesa, intentaron darles caza con el mayor empeño pero, aunque se soltó todo el trapo de los buques españoles, no pudo lograrse su alcance por el barlovento que ya tenían y su excesiva ventaja en el andar. Por ello los hispanos-franceses cargaron sobre los mercantes que huían hacia el sudoeste y lograron interceptarlos.
Cerca del cabo Santa María, Santiago Liniers, comandando una flotilla de tres cañoneras anejas al Concepción, abrió fuego sobre la fragata inglesa Helbrech (30 cañones), la más adelantada y que trataba de unirse al Ramillies. Las cañoneras la inhabilitaron con un fuego certero y continuo, quedando a la deriva. Liniers la apresó personalmente desde la suya, mientras que las otras dos lograron frenar también el avance de la Royal George (28 cañones), que fue capturada al momento.
Los cañonazos del Trinidad demolieron los cascos del Monstraut y el Geoffrey, también de 28 piezas, que trataban de huir. La fragata inglesa Gaton (30 cañones) estuvo a punto de perderse por un incendio que se declaró en el velacho y que se propagó rápidamente, tras ser acribillada desde el Concepción. Cuando llegó la dotación de presa, toda la cubierta estaba sembrada de cascotes, entre los que se encontraban los restos del trinquete. Aun así, pudo salvarse y tras ser reparada fue incorporada a la armada española con el nombre de Colón.
Con ellos y con los detenidos por el resto de la escuadra, quedaron al anochecer marinadas 51 presas. Los informes españoles declararon que solo habían escapado un bergantincillo muy velero, y unas seis o siete embarcaciones que Bausset había visto muy a barlovento, cuando daba caza a los tres buques de guerra. Sin embargo la jornada no había concluido y a las mencionadas 51 se agregaron tres naves más, perseguidas y apresadas por la fragata la Néréide y otros navíos que iban a retaguardia, como la fragata Hércules de 36 cañones incorporada al paso del convoy a Cádiz con su carga arboladura, jarcias y otros repuestos para navíos con destino a Jamaica; la fragata Carlota de 14 cañones que entró a puerto con la Néréide y que conducía a la esposa e hijos del general John Dalling, gobernador de Jamaica, y la fragata Real Carlota.
Iniciada la inspección de los buques apresados, los aliados comprendieron la importancia del golpe asestado a los británicos, pues no sólo se habían capturado 52 buques (3 transportes más serían capturados en días posteriores), sino también 80 000 mosquetes, 3000 barriles de pólvora, gran cantidad de provisiones y efectos navales destinados a mantener operativas las flotas británicas de América y el océano Índico, vestuario y equipación para doce regimientos de infantería, y la ingente suma de un millón de libras esterlinas en lingotes y monedas de oro (todos los buques y bienes capturados estaban valorados en unas 600 000 libras). Además se hicieron cerca de 3000 prisioneros, de los cuales unos 1400 eran oficiales y soldados de infantería que pasaban como refuerzos a ultramar.

## Consecuencias
Las pérdidas supusieron para el Reino Unido el mayor desastre logístico de su historia naval, superando incluso al sufrido por el convoy PQ 17, perdido frente a fuerzas alemanas más de un siglo y medio después, durante la Segunda Guerra Mundial. El número de buques y hombres capturados, así como la cantidad de más de un millón de libras esterlinas en lingotes y monedas de oro que pasaron a manos españolas, provocaron fuertes pérdidas en la Bolsa de Londres (cuyo índice se desplomó 18 puntos porcentuales), lo que perjudicó gravemente las importantes finanzas que el Reino de Gran Bretaña mantenía para poder sostener las lejanas guerras que libraba.
Esta exitosa intercepción demostró que la flota inglesa, dispersa en demasiados teatros de operaciones, había perdido el control de las rutas atlánticas en 1780, lo que en 1781 favoreció la victoria franco-estadounidense en Yorktown y la exitosa recuperación por los españoles de Menorca en 1782.
Jorge III sufrió una lipotimia cuando recibió la noticia, no solo por el varapalo a las arcas del Estado, sino porque acababa de perder una importante suma de su propio patrimonio que, aconsejado por su secretario, había invertido en tres valores de la bolsa londinense. La compañía de seguros Lloyd's, una de las inversiones del soberano, entró en números rojos la semana siguiente al conocimiento de la acción naval, tras tener que afrontar pólizas por un valor superior a la mitad de sus activos y perdió el 60 por ciento de su cotización en bolsa. Esta victoria española, añadida a las graves pérdidas ocasionadas por los temporales del Caribe provocó una crisis financiera entre los aseguradores de marina de toda Europa. Muchos entraron en bancarrota, y las tasas de seguro de guerra, ya elevadas, subieron a niveles desorbitados. También se incrementó el descontento público contra el ministro británico y la dirección de la Marina Real.
El convoy, marinado y conducido a Cádiz el convoy fue sometido al dictamen del Juzgado de Presas de la Isla de León, que lo declaró buena y legítima presa, y por ello se procedió a la descarga, almacenaje y venta de los cargamentos y las embarcaciones. La escuadra española se benefició de las concesiones otorgadas en la Adicional de la Ordenanza de Corso de 1779, y la francesa según la Ordonnance du Roi du 28 mars 1778 (artículos I y II).
Los españoles se comportaron con gran humanidad con sus prisioneros, devolviendo el generoso trato recibido anteriormente por sus compañeros por parte del almirante Rodney.
Cinco de los barcos capturados fueron puestos al servicio de la flota española, que comisionó el Hillsborough de 30 cañones como Santa Clotilde de 12 cañones en calidad de urca; el Mountstuart de 28 cañones como el Santa Balvina de 34 cañones; el Royal George de 28 cañones como el Real Jorge de 34 cañones; el Godfrey de 28 cañones como el Santa Biviana de 34 cañones y el Gatton de 28 cañones como el Santa Paula de 34 cañones.